# Веронелла
Веронелла (італ. Veronella, вен. Veroneła) — муніципалітет в Італії, у регіоні Венето,  провінція Верона.
Веронелла розташована на відстані близько 400 км на північ від Рима, 80 км на захід від Венеції, 29 км на південний схід від Верони.
Населення — 4966 осіб (2014).
Щорічний фестиваль відбувається 18 липня. 

## Демографія
Населення за роками:

Станом на 1 січня 2023 року в муніципалітеті офіційно проживало 568 іноземців з 33 країн, серед них 173 громадяни країн Євросоюзу та 4 громадяни України.

## Сусідні муніципалітети
- Альбаредо-д'Адідже
- Арколе
- Бельфіоре
- Бонавіго
- Колонья-Венета
- Мінербе
- Прессана
- Дзімелла